# غيلبرت رولاند
غيلبرت رولاند (بالإنجليزية: Gilbert Rowland)‏ هو عازف هاربسكورد بريطاني، ولد في 1946.

## وصلات خارجية
- غيلبرت رولاند على موقع ميوزك برينز (الإنجليزية)
- غيلبرت رولاند على موقع أول ميوزيك (الإنجليزية)
- غيلبرت رولاند على موقع ديسكوغز (الإنجليزية)